# Renodes diffidens
Renodes diffidens là một loài bướm đêm trong họ Erebidae.